# Kenan Kodro
Kenan Kodro (San Sebastián, 19 augustus 1993) is een Bosnisch voetballer die doorgaans als aanvaller speelt. Hij verruilde FC Kopenhagen in juli 2019 voor Athletic Bilbao. Kodro debuteerde in 2017 in het Bosnisch voetbalelftal.

## Clubcarrière
Kodro speelde in de jeugd bij de Baskische clubs Antiguoko en Real Sociedad. In augustus 2011 debuteerde hij voor het tweede elftal. In 2012 werd hij kortstondig uitgeleend aan regiogenoot CD Lagun Onak. In juli 2014 trok de Bosnisch international transfervrij naar CA Osasuna. Op 30 augustus 2014 debuteerde hij voor Osasuna in de competitiewedstrijd tegen Real Zaragoza. In 2016 promoveerde hij met de club naar de Primera División. In zijn eerste seizoen op het allerhoogste niveau maakte de aanvaller zeven doelpunten in achtentwintig competitieduels. In 2017 werd Kodro voor 1,75 miljoen euro verkocht aan Mainz 05, waar hij een vierjarig contract tekende. Na amper een half seizoen werd Kodro vanaf februari 2018 verhuurd aan Grasshopper voor het resterende seizoen. Hij tekende in juli 2018 een contract voor vier seizoenen bij FC Kopenhagen. Op 2 augustus 2018 scoorde Kodro een hattrick tijdens een kwalificatiewedstrijd van de Europa League. De thuiswedstrijd tegen Stjarnan FC eindigde op 5−0 en Kodro nam de laatste drie doelpunten voor zijn rekening.

## Interlandcarrière
Kodro debuteerde op 28 maart 2017 in het Bosnisch voetbalelftal, in een oefeninterland tegen Albanië. Hij begon in de basiself en werd na 78 minuten vervangen. Hij gaf de assist op Senad Lulić bij het tweede doelpunt van de Bosniërs. Op 3 september 2017 maakte Kodro zijn eerste interlanddoelpunt, in een met 0–4 gewonnen wedstrijd tegen Gibraltar.